# Religie in Turkije

De Aya Sophia. Vroeger een kerk, daarna een moskee.

In Turkije hangt de overgrote meerderheid van de bevolking de soennitische vorm van de islam aan. Een andere belangrijke stroming is het alevitisme. Turkije heeft de staatsgodsdienst afgeschaft in 1928. Toch heeft de overheid grote invloed op de godsdienstbeleving van de burgers. Zo verplicht artikel 24 van de Turkse grondwet van 7 november 1982 godsdienstig onderwijs onder supervisie en controle van de staat. De islam is een belangrijk onderdeel van het dagelijks leven. Zo heeft het land meer dan 82 duizend moskeeën en zijn enkele nationale feestdagen gebaseerd op belangrijke islamitische feesten (Offerfeest, Suikerfeest). Besnijdenissen zijn vaak feestelijke gebeurtenissen. Politieke partijen met een islamitische identiteit doen het goed bij verkiezingen.
Het percentage niet-moslims in Turkije daalde van 19% in 1914 tot 2,5% in 1927, als gevolg van de Armeense Genocide, de bevolkingsuitwisseling tussen Griekenland en Turkije, en de emigratie van niet-moslims (zoals Levantijnen, Grieken, Armeniërs en Joden) naar het buitenland (voornamelijk in Europa en de Amerika's) die daadwerkelijk begon in de late 19e eeuw, in het bijzonder tijdens de Eerste Wereldoorlog en na de Turkse Onafhankelijkheidsoorlog.
Van oudsher komt ook het christendom, en in beperkte mate het jodendom, voor in Turkije. Het gaat dan vooral om Grieken, Armeniërs, Arameeërs en Assyriërs die voor de komst van de Turken al in deze streken leefden. Volgens de census van 2007 hebben de Grieks-Orthodoxe Kerk, de Armeens-Apostolische Kerk en het jodendom, elk minder dan 0,1 percent van aanhangers in Turkije. Turkije heeft een gemeenschap van ca. 25.000 Sefardische joden.

## Uiterlijke religieuze kenmerken
Personen in overheidsdienst mochten tot 2011 geen uiterlijke religieuze kenmerken tonen. Zo waren bijvoorbeeld hoofddoeken voor vrouwelijke werknemers in overheidsgebouwen verboden. Voor het overige wordt het belijden van de religie door overheidspersoneel als een persoonlijke aangelegenheid beschouwd. Zo zijn er overheidsdienaren die vasten tijdens de ramadan (evenals personen die dat niet doen). Het actief propageren van godsdienstige overtuigingen door overheidsambtenaren is niet toegestaan. Vanwege het seculiere karakter van de Turkse staat is in de Turkse grondwet geen verwijzing naar moslims of islam opgenomen. Werd in het verleden bij de geboorte het geloof automatisch geregistreerd en verplicht vermeld op de zogenaamde nüfüskaart (identiteitskaart), is er de mogelijkheid de geloofsgezindheid niet te registreren en het vakje ‘religie’ op de identiteitskaart leeg te laten.

## Christendom

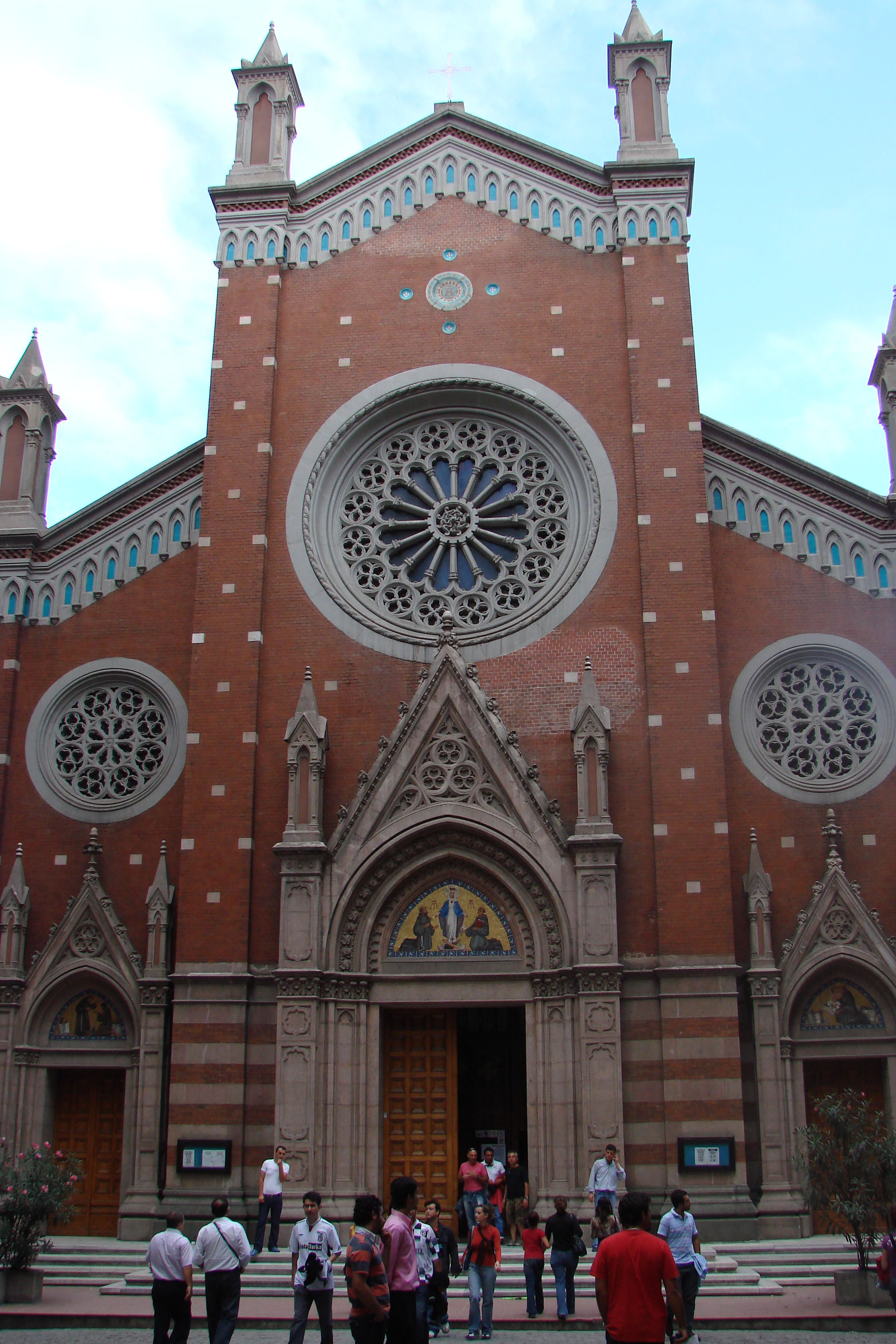
De Sint-Antoniuskathedraal in de wijk Beyoğlu in Istanboel

In de eerste eeuwen en tot in de 11e eeuw was het huidige Turkije een bloeiend kerkelijk gebied onder leiding van Constantinopel. Zowel het Oecumenisch patriarchaat van Constantinopel als het Armeens patriarchaat van Constantinopel zijn gevestigd in Istanboel. De rooms-katholieken van Armeense, Chaldeeuwse, Byzantijnse en Latijnse ritus hebben ieder hun eigen hiërarchie. Sinds 1960 bestaan diplomatieke betrekkingen tussen Turkije en het Vaticaan en in 1966 werd een apostolische nuntiatuur opgericht.
Begin twintigste eeuw bedroeg het aantal christenen in het Ottomaanse Rijk nog 30% van de bevolking. In de 20e eeuw liep dat aantal sterk terug, enerzijds doordat het Ottomaanse Rijk in de Balkanoorlogen (1912-1913) grondgebied verloor waar veel christenen wonen en anderzijds door verbanning, emigratie, volkerenmoord en vervolging. In de grote steden wonen naar schatting 3000 Grieks-orthodoxe en 45.000 Armeens-apostolische christenen. Voorts zijn er kleine katholieke en protestantse gemeenschappen. In het zuidoosten wonen circa 3000 Syrisch-orthodoxen en enkele duizenden Arabisch-orthodoxen en nestorianen. Naar West-Europa gevluchte jakobieten kregen in de jaren 1970 bekendheid als ‘christen-Turken’. In Turkije is bekering van moslims tot het christendom toegestaan.

### Armeens-Apostolische Kerk
Het Armeense patriarchaat onder leiding van patriarch Sahak II Mashalian in Istanboel omvat 60.000 gelovigen. Het is een van de vier Armeense patriarchaten, naast die van Armenië, Libanon en Jeruzalem. Daarmee vormt het de grootste niet-islamitische gemeenschap in Turkije. Het patriarchaat heeft naast religieus werk ook verzoening tussen de Armeense en Turkse bevolking tot doelstelling.
Op 25 maart 2010 kondigde het ministerie van Cultuur na 95 jaar aan dat toestemming was verleend voor het houden van een religieuze eredienst eenmaal per jaar in de onlangs gerestaureerde Armeense kerk op het eiland Akdamar in het Van-meer in Oost-Turkije. De eerste eredienst vond plaats op 19 september 2010. De kerk (de Kerk van het Heilige Kruis) uit de tiende eeuw, die aan etnische Armeniërs bood voor het houden van religieuze erediensten, werd in 2007 heropend als museum. De plek heeft voor Armeniërs belangrijke symbolische waarde.

### Grieks-Orthodoxe Kerk

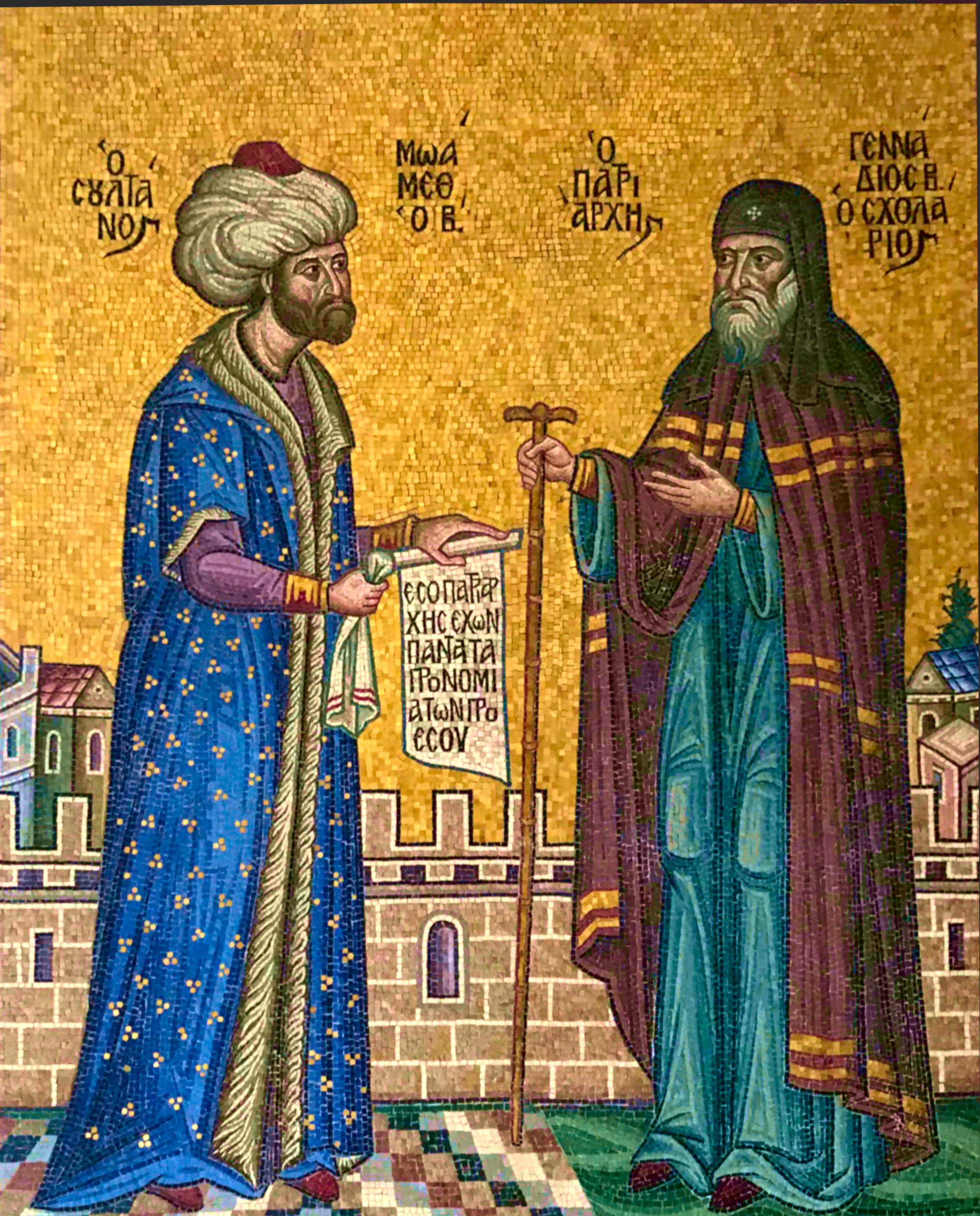
Ontmoeting tussen Ottomaanse sultan Mehmet II en Grieks-orthodoxe patriarch Gennadios II. Mehmet II gaf toestemming voor het voortbestaan van het Oecumenisch Patriarchaat van Constantinopel na de verovering van de stad door Turken in 1453. Hij richtte ook het Armeense Patriarchaat van Constantinopel in 1461. Het bestaan van de Armeense Kerk was altijd verboden geweest onder de Byzantijnse heerschappij binnen de muren van Constantinopel, omdat de Byzantijnen de Armeense Kerk beschouwden als ketters.

Hoewel de Grieks-orthodoxe patriarch Bartholomeus I van Constantinopel in Istanboel al sinds jaar en dag erkend wordt als leider van de wereldwijde kerk van 350 miljoen Grieks-orthodoxe christenen, heeft Turkije altijd geweigerd hem deze status te verlenen. Turkije ziet de patriarch slechts als het hoofd van de Grieks-orthodoxe gemeenschap in Turkije van ongeveer 3000 leden. In november 2010 liet minister Egemen Bagis echter weten dat de Turkse overheid het patriarchaat van Constantinopel niet langer de titel van ‘oecumenisch patriarchaat’ wil ontzeggen. Recentelijk sprak ook de Turkse premier Erdogan over het oecumenische patriarchaat en eerder verleende de overheid ook al de Turkse nationaliteit aan een dozijn vooraanstaande orthodoxe kerkleiders uit Europa en de VS, die in aanmerking komen voor de opvolging van de oecumenische patriarch, want zowel de patriarch als de andere geestelijken dienen de Turkse nationaliteit te bezitten. De Grieks-Orthodoxe Kerk geniet vrijheid van godsdienstuitoefening, maar heeft geen eigen rechtspersoonlijkheid om kerkelijke instellingen (zoals kerken, kloosters, begraafplaatsen, scholen) te beheren. Het beheer van onroerende goederen en instellingen wordt uitgevoerd door stichtingen. De kerkelijke instellingen die deze religieuze gemeenschap thans in Turkije beheert, vormen vanwege onteigeningen door de Turkse overheid slechts een klein deel van wat zij eerder beheerde. Als gevolg hiervan zijn veel kerkelijke instellingen onder beheer van de staat gekomen en heeft de staat de mogelijkheid om deze instellingen te exploiteren. Zo kwam in dit verband de status van het Grieks-orthodoxe Halki seminarie in Istanboel onlangs weer in beeld. Het Halki-seminarie is het opleidingsinstituut van het Oecumenisch Patriarchaat van de Grieks-Orthodoxe Kerk. Het seminarie stamt uit 1844 en is gelegen op Heybaliada, een klein eiland nabij Istanboel. Het seminarie werd in 1971 gesloten door een besluit van het Constitutioneel Hof, als gevolg waarvan alle privé-instituten binnen het hoger onderwijs (en daaronder viel ook het Halki seminarie) moesten opgaan in een staatsuniversiteit. De raad van commissarissen van het Halki seminarie wilde niet opgaan in de Universiteit van Istanboel, waardoor het seminarie moest sluiten. Sindsdien oefenen de Europese Unie en de Verenigde Staten druk uit op de Turkse regering om toestemming te geven voor heropening van het seminarie omdat zij het verbod op de opleiding in strijd achten met de godsdienstvrijheid en een discriminatie ten opzichte van religieuze minderheden. In 2010 eiste Premier Erdogan de opening van een eerste moskee in Athene in ruil voor de heropening van het Halki seminarie in Istanboel.  In 2013 drong de oecumenische patriarch van Constantinopel, Bartholomeos I, bij de Turkse autoriteiten opnieuw aan om het theologisch seminarie van Halki te heropenen.

### Syrisch-Orthodoxe Kerk
Turkije kent vier Syrisch-orthodoxe kerkprovincies die vallen onder de oosters-orthodoxe patriarch van Antiochië en het hele Oosten met zetel in Damascus. Verreweg de grootste kerkprovincie betreft de regio Istanboel-Ankara-Urfa, de overige drie bevinden zich in het zuidoosten van het land, waar de wortels en de oorspronkelijke bezittingen van de Syrisch-orthodoxe gemeenschap zich bevinden. In totaal zijn er ongeveer 24.000 Syrisch-orthodoxen in Turkije, van wie 14.000 in Istanboel en 3.000 het zuidoosten.
In Istanboel wordt voor Syrisch-orthodoxe diensten naast het eigen kerkgebouw gebruikgemaakt van acht roomse en Grieks-orthodoxe kerken. In oktober 2008 zijn drie rechtszaken van start gegaan die verband houden met delen van de grond die reeds honderden jaren door het uit de vijfde eeuw daterende Syrisch-orthodoxe klooster Mor Gabriël wordt gebruikt. Twee aan het klooster grenzende Koerdische dorpen, het ministerie van Bosbouw en de Schatkist probeerden stukken grond van het klooster te claimen. Zo bepaalde een rechtbank in de stad Midyat op 24 juni 2009 dat een stuk grond dat het klooster claimde, een bos is. Om die reden is de grond eigendom van de Turkse autoriteiten en niet van het klooster. Van de drie rechtszaken over onroerend goed zijn er inmiddels twee in het voordeel van de Syrisch-orthodoxe gemeenschap en één in het voordeel van de Turkse staat beslecht. Alle drie de zaken zijn in hoger beroep gebracht, de rechtszaken lopen nog.
In januari 2019 heeft de burgemeester van de gemeente Bakırköy de bouwvergunning voor de nieuw te bouwen kerk overhandigd aan Yusuf Çetin; de Patriarchale Vicaris van de Syrisch Orthodoxe kerk. De bouw zal naar verwachting eind februari in Yeşilköy starten. Als belangrijke voorwaarde voor de bouwvergunning moet de aangrenzende rooms-katholieke kapel worden gerestaureerd en de katholieke begraafplaats intact blijven.

## Islam

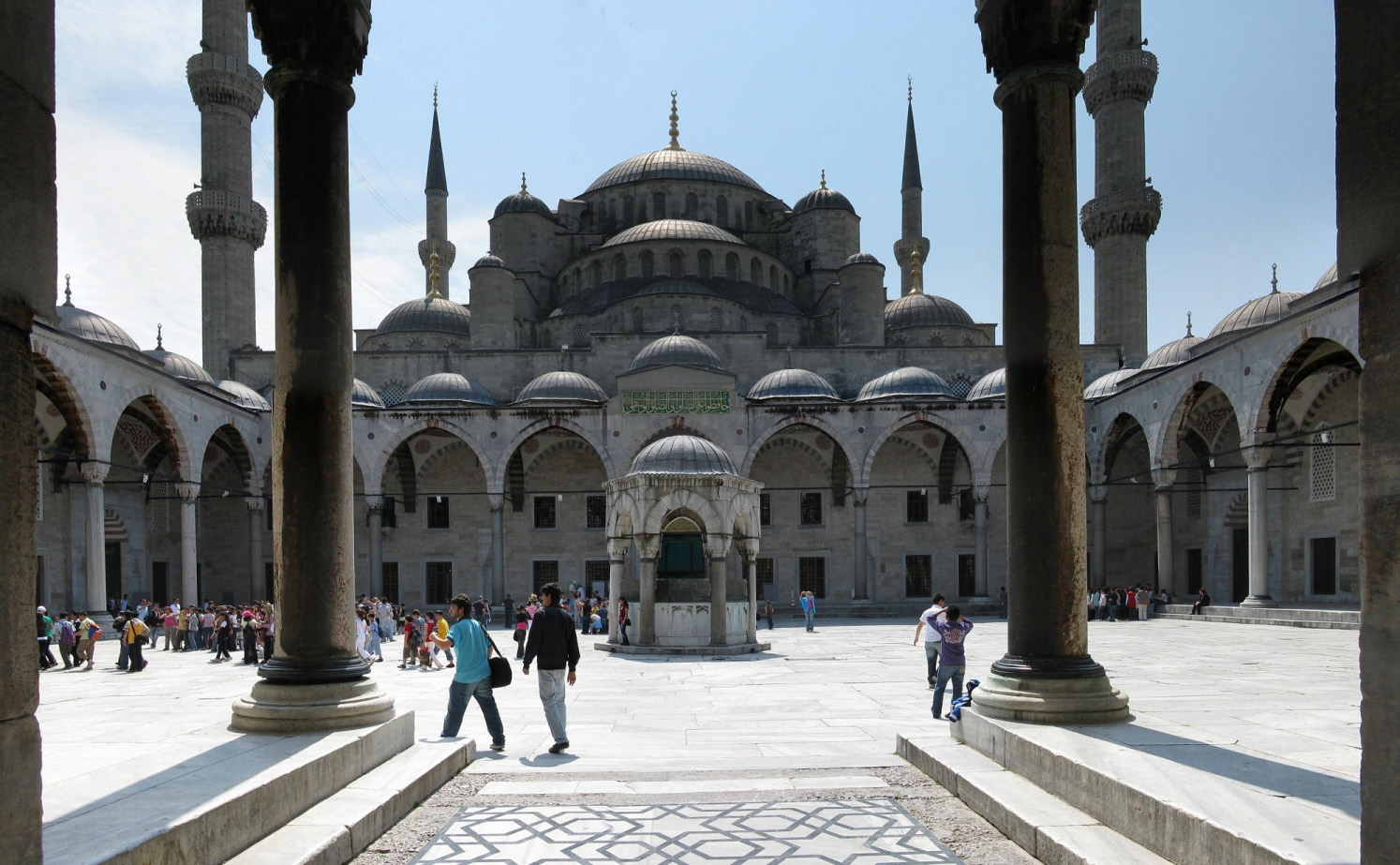
De Sultan Ahmetmoskee in Istanboel

De turkificatie en islamisering van Anatolië nam een aanvang na de Slag bij Mantzikert in 1071. Tot 1923 was de islam de officiële staatsgodsdienst van het toenmalige Ottomaanse Rijk. Met de oprichting van de Turkse republiek in 1923 werden staat en religie van elkaar gescheiden en de islam als officiële godsdienst afgeschaft. Zo werd de Ottomaanse sharia afgeschaft, polygamie verboden en werden er westerse kledingvoorschriften ingesteld voor mannen en vrouwen in openbare functies. Dit alles in het kader van de kemalistische staatsideologie (kortweg kemalisme).

### Diyanet
Alle godsdienstige zaken werden voortaan gereguleerd via een religieuze instelling, de Diyanet. Dit leidde ertoe dat de scheiding van staat en religie de facto onmiddellijk weer werd opgeheven. Tegenwoordig is de Diyanet uitgegroeid tot een Directoraat van Godsdienstzaken (Diyanet İşleri Başkanlığı) die het religieuze leven van het volk onder controle houdt, onder andere door op alle openbare en particuliere scholen lessen in de islam verplicht te stellen. Het Directoraat van Godsdienstzaken heeft een overheidsbudget dat vergelijkbaar is met dat van andere ministeries. Aan het hoofd van de Diyanet staat de grootmoefti van Turkije, terwijl via een hiërarchisch landelijk netwerk lokale moefti's zijn aangesteld. Alle imams die via het directoraat worden opgeleid zijn overheidsdienaren. Daar waar de Diyanet vroeger een min of meer semi-autonome instelling was, kwam deze in 2010 direct onder de supervisie van de regering te staan.
De Diyanet heeft ook buitenlandse takken, waarmee invloed en zeggenschap wordt uitgeoefend op de in het buitenland wonende moslims. De Nederlandse Diyanet staat bekend als de Islamitische Stichting Nederland. Het merendeel van de Turkse moskeeën in Nederland maakt hiervan deel uit.
De vergaande profilering van de islam in het dagelijks leven botst vaak met de uitgangspunten van het leger, dat een meer beperkte rol van de islam nastreeft. Zo moest in 1997 de eerste islamitische minister-president van Turkije, Necmettin Erbakan, zijn politieke activiteiten onder druk van het leger staken. Ook zijn er spanningen geweest tussen het leger en de daaropvolgende islamitisch georiënteerde politici.

### Alevieten

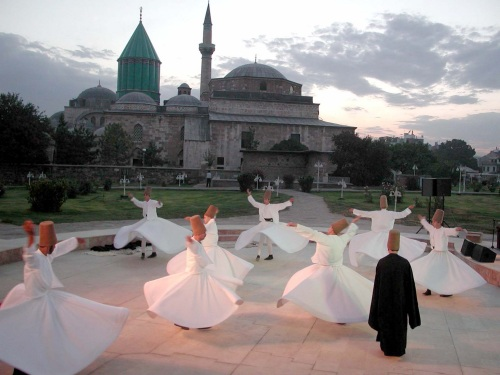
Dansende derwisjen van de Mevlevi-orde voor de tombe van haar stichter Mevlana in Konya. De Mevlevi-orde is een van de vele orden uit het soefisme.

Over het aantal alevieten in Turkije lopen de schattingen uiteen. Hun vermoedelijke aantal schommelt rond de 15 tot 20% van de bevolking (10 tot 20 miljoen personen). Leefden zij aanvankelijk in agrarische dorpen, inmiddels zijn grote aantallen geëmigreerd naar de stedelijke agglomeraties in West-Turkije.
In het verleden is iedere poging van de alevieten om een eigen politieke partij op te richten mislukt. Het alevitische electoraat verzet zich van oudsher tegen het idee van partijen gebaseerd op geloofsovertuiging. De alevieten of alevi’s vormen een sub-stroming binnen de islam, die gekenmerkt wordt door een liberale heterodoxe benadering van het geloof.
Alevieten zien imam Ali, schoonzoon van de profeet Mohammed, als directe opvolger en eerste kalief van Mohammed en beschouwen hem als eerste imam van de twaalf imams. Om deze reden worden zij vaak verwant geacht aan de sjiieten. Zelf hebben veel alevieten moeite om geplaatst te worden binnen de sjiitische orthodoxie, omdat ze qua praktisering verschillen en de volgens hen meer rationele, progressieve, esoterische (spirituele) en religieus-humanistische islam- en koraninterpretatie van Hadji Bektasj Veli volgen, een nakomeling van imam Ali. 
Alevieten vasten niet 30 dagen in de ramadan, bidden niet vijf keer per dag (om dezelfde reden als koranisten) en zien de manier hoe de bedevaart naar Mekka tegenwoordig wordt uitgevoerd en de huidige moskeeën als een beïnvloeding van de Omajjaden. Zij bidden niet in een moskee (ook vanwege angst voor assimilatie), maar komen samen in een eigen gebedshuis, de cem, waar ceremonieën worden gehouden die gepaard gaan met zang en de zogeheten sema's (die ook bekend zijn in de Mevlevi-orde). De alevitische rituelen vinden meestal niet in het Arabisch plaats, maar vaak in het Turks of Koerdisch (alhoewel de Koran soms wel in het Arabisch wordt gereciteerd door dede's die dat kunnen). Alevieten spelen van oudsher een marginale rol in de Turkse samenleving. Zij leefden in eigen gesegregeerde dorpen op het platteland van Centraal-Anatolië. De oostelijke provincie Tunceli is de enige provincie die in meerderheid alevitisch is. Door de soennitische (hanafitische) Turkse meerderheid is altijd neergekeken op de alevieten, die als losbandig worden beschouwd en van afgoderij worden beschuldigd.
De alevieten zijn niet vertegenwoordigd in de Diyanet. Een deel van de alevieten voelt zich tekortgedaan door de Turkse staat. De kern van hun verlangens is gelijkberechtiging, waaronder een wettelijke status voor alevitische gebedshuizen. Daarbij wordt vaak aangegeven dat zij ook gelijke rechten voor anderen (zoals protestanten, katholieken, bahais en Jehova's getuigen) verlangen. De regering-Erdoğan is – naast de Democratische Opening ten behoeve van de Koerden – ook een initiatief gestart ten behoeve van de alevieten in de vorm van een zevental rondetafelconferenties. De laatste daarvan heeft in 2010 plaatsgevonden. Overigens komt het Europees Hof voor de Rechten van de Mens de alevieten in Turkije regelmatig te hulp. Zo deed het Hof in februari 2010 uitspraak in een zaak die was aangespannen door een aleviet aan wie was geweigerd op zijn nationale identiteitskaart bij het vakje ‘religie’ aan te geven ‘aleviet’. Voor moslims mag daar alleen ‘islam’ worden ingevuld. Het Hof was van oordeel dat de gehele praktijk van aanduiding van religie op identiteitskaarten in strijd was met artikel 9 EVRM.

## Joden

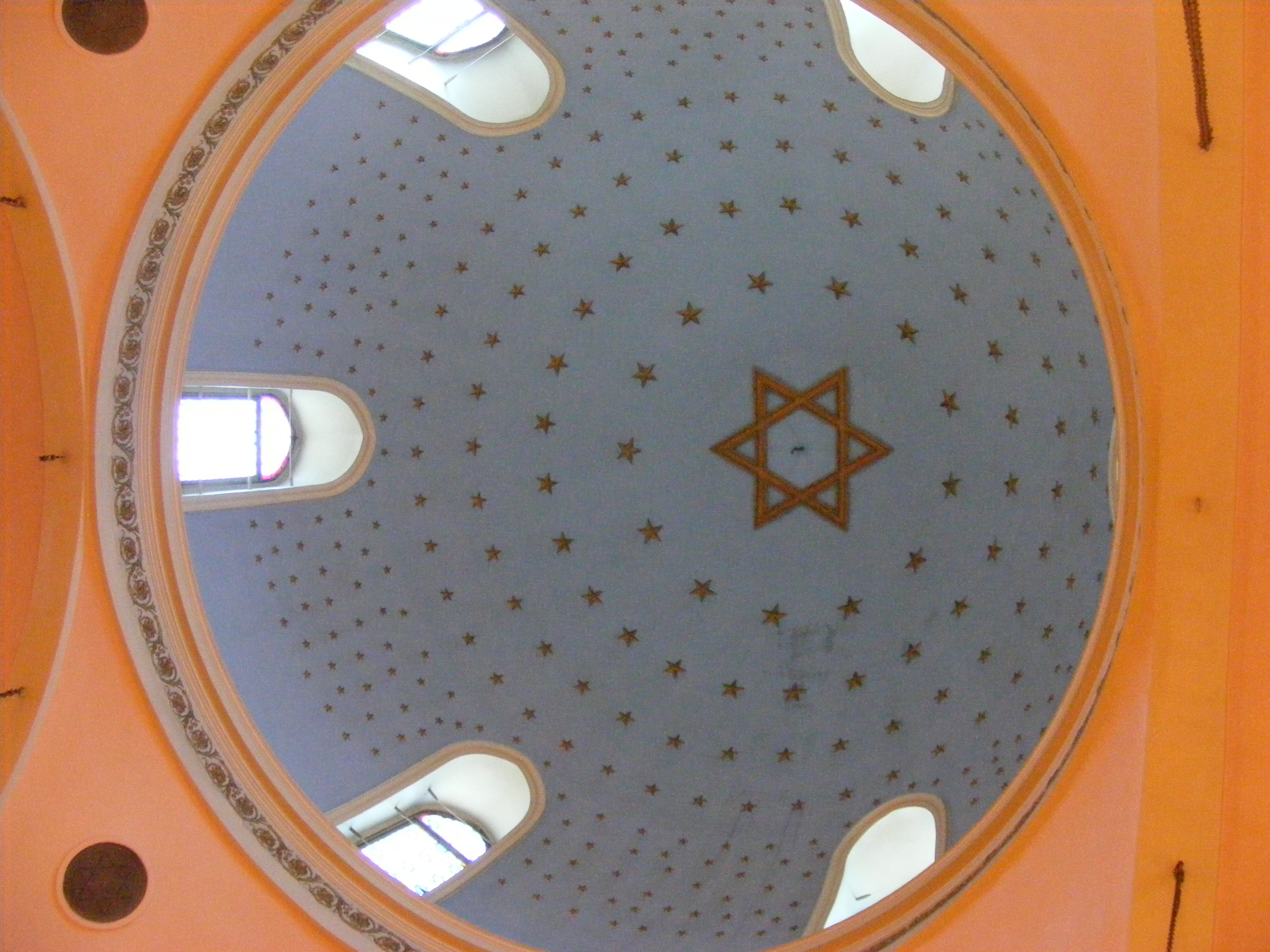
Koepel van de Asjkenazische synagoge in Istanboel

De meeste joden in Turkije stammen af van Sefardische joden, die grotendeels na 1492 gevlucht waren vanuit Spanje naar Turkije. De omvang van de joodse gemeenschap in Turkije wordt geschat op 23.000 personen. Hiervan woont de meerderheid in Istanboel en İzmir; kleinere groepen wonen in onder andere Adana, Ankara en Bursa. Er zijn in Turkije 24 synagogen, waarvan 19 in Istanboel. De synagogen krijgen, evenals andere niet-soennitische gebedshuizen, geen financiële steun van de overheid. Er is een joodse school in Istanboel. Slechts 37% van de joodse kinderen gaat naar deze school; de meerderheid gaat naar Turkse scholen. Joden in Turkije ondervinden over het algemeen weinig problemen. De joodse gemeenschap in Turkije toonde zich wel bezorgd over antisemitische uitingen tijdens protesten en demonstraties in verband met de Israëlische militaire campagne in de Gazastrook eind december 2008, begin 2009, en tijdens de Gaza-flottielje in 2010.
In 2011 werd een joodse gemeente in İzmir juridisch erkend. Daarmee kwam een einde aan 80-jarige rechtsonzekerheid. De bevoegde instantie verleende de gemeente de status van stichting, waardoor zij juridisch handelingsbekwaam wordt. Daarmee kunnen aan de gemeente haar 22 synagogen en andere bezittingen overgedragen worden, waarop zij tot dusverre bij gebrek aan rechtspersoonlijkheid geen aanspraak kon maken.

## Jezidi's, Bahai, zoroastrisme
In Turkije wonen ook enkele duizenden Jezidi's, aan de grens met Irak. Hierbij zijn nog duizenden, mogelijk tienduizenden, vluchtelingen gekomen uit de regio Sinjar in Noord-Irak, nadat dit halverwege 2014 in handen viel van de terreurgroep ISIS. Andere kleine mono-theistische stromingen met duizenden aanhangers in Turkije zijn Bahai en het Zoroastrisme. Ook deze godsdiensten zijn voornamelijk vertegenwoordigd in Istanboel en het zuidoosten van het land.

## Vrijmetselarij
Vrijmetselarij werd al in Ottomaanse tijden naar Turkije gebracht. Vanuit de loges in Constantinopel en Smyrna werd ook de vrijmetselarij in Egypte gestart. In een meerderheid van islamitische landen is de vrijmetselarij verboden, derhalve bevinden de meeste loges in de islamitische wereld zich in Turkije.

## Religiositeit

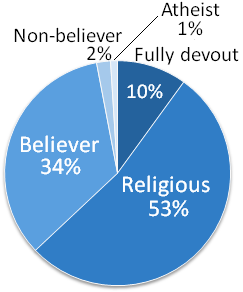
De religiositeit van het Turkse volk

Uit een enquête over de religiositeit in Turkije, uitgevoerd door onderzoeksbureau Konda, blijkt dat de meerderheid van de mensen hun religieuze verplichtingen vervullen.
In de enquête werden ook vragen gesteld over de islamitische wet in het dagelijks leven. Een meerderheid van 92% van de mensen vinden dat zonen en dochters gelijke aandelen moeten krijgen van de erfenis. 87% van de mensen is tegen het idee dat mannen een tweede vrouw mogen hebben, maar 75% van de mensen is tegen het concept waarbij mannen en vrouwen naast elkaar bidden bij het vrijdaggebed.
Handen schudden tussen een man en een vrouw wordt als heel gebruikelijk ervaren in Turkije in vergelijking met andere moslimlanden.

## Religie in Turkije (census 2016)
| Religie      | Aandeel |
| ------------ | ------- |
| Islam        | 82%     |
| Agnosticisme | 3%      |
| Atheïsme     | 4%      |
| Christendom  | 2%      |
| Andere       | 9%      |

Van de 'niet religieuzen' was een overgroot deel moslim en nu dus niet-religieus. In de loop der jaren hadden vele moslims zich bekeerd tot het christendom volgens onderzoeksbureau Konda.
| De aanbidding van de mensen in Turkije: \| De frequentie van aanbidding \| Regelmatig \| Soms \| Nooit \| \| ----------------------------------- \| ---------- \| ----- \| ----- \| \| Het uitvoeren van ritueel gebed \| 43,9% \| 41,7% \| 14,4% \| \| Vasten \| 82,5% \| 12,1% \| 5,4% \| \| Naar het vrijdaggebed gaan (mannen) \| 56,1% \| 25,0% \| 18,9% \| \| Naar de moskee gaan \| 24,4% \| 51,1% \| 24,5% \| \| Bidden \| 75,2% \| 22,5% \| 2,3% \| \| Het lezen van de Koran \| 26,3% \| 31,2% \| 42,5% \| |            |       |       |
| De frequentie van aanbidding | Regelmatig | Soms  | Nooit |
| Het uitvoeren van ritueel gebed | 43,9%      | 41,7% | 14,4% |
| Vasten | 82,5%      | 12,1% | 5,4%  |
| Naar het vrijdaggebed gaan (mannen) | 56,1%      | 25,0% | 18,9% |
| Naar de moskee gaan | 24,4%      | 51,1% | 24,5% |
| Bidden | 75,2%      | 22,5% | 2,3%  |
| Het lezen van de Koran | 26,3%      | 31,2% | 42,5% |

Dragen van een hoofddoek:
| Heeft u (of uw vrouw) een hoofdbedekking tijdens het uitgaan op de straat? | 2003  | 2007  |
| -------------------------------------------------------------------------- | ----- | ----- |
| Niet bedekt                                                                | 35,8% | 30,6% |
| Wel bedekt                                                                 | 64,2% | 69,4% |